# Hilde Frafjord Johnson
Hilde Frafjord Johnson (Arusha, 29 agosto 1963) è una politica e diplomatica norvegese, Ministro dello sviluppo internazionale dal 1997 al 2000 e dal 2001 al 2005, vicedirettrice esecutiva dell'UNICEF dal 2007 al 2011 e poi Rappresentante speciale del Segretario generale delle Nazioni Unite per il Sudan del Sud dal 2011 al 2014.

## Biografia
È nata il 29 agosto 1963 ad Arusha, in Tanganica, da Carl Bjarne Johnson e Ragnhild Frafjord, entrambi missionari norvegesi con Det Norske Misjonsselskap. Si è trasferita in Norvegia all'età di sette anni, crescendo a Stavanger, dove ha frequentato le scuole fino al diploma superiore nel 1981; dopo il diploma ha lavorato come giornalista presso lo Stavanger Aftenblad e presso il Ny Veg, giornale del Partito Popolare Cristiano (KrF), proseguendo poi gli studi in antropologia presso il Selly Oak College nel Regno Unito. Si è laureata come candidata magisterii in storia, scienze politiche e antropologia sociale nel 1986 e come candidata politices in antropologia sociale nel 1991 presso l'Università di Oslo.

### Carriera politica e umanitaria
Membro di spicco dell'organizzazione giovanile del Partito Popolare Cristiano (KrF), tra il 1988 e il 1991 è stata segretaria personale e consigliera politica dei parlamentari Kjell Magne Bondevik e Kåre Gjønnes. Eletta allo Storting nelle elezioni parlamentari del 1993 per la contea di Rogaland, è stata rieletta nel 1997, venendo poi nominata nel 1997 Ministro dello sviluppo internazionale presso il Ministero degli affari esteri nel primo governo Bondevik. Con questo ruolo si è occupata di diritti umani e cooperazione internazionale, soprattutto in relazione alla risoluzione della seconda guerra civile sudanese, partecipando attivamente al raggiungimento dell'accordo di Naivasha.
Nel 2007 viene nominata vicedirettrice esecutiva del Fondo delle Nazioni Unite per l'infanzia (UNICEF), passando poi nel 2011 al ruolo di Rappresentante speciale per il Sudan del Sud su nomina del Segretario generale Ban Ki-moon, guidando la neonata Missione delle Nazioni Unite in Sudan del Sud (UNMISS) in seguito al referendum sull'indipendenza dal Sudan.
Tra il 2016 e il 2019 è stata Segretaria generale del Partito Popolare Cristiano.

## Opere
- (EN) Hilde Frafjord Johnson, Waging peace in Sudan: the inside story of the negotiations that ended Africa's longest civil war, prefazione di Kofi Annan, Eastbourne, Sussex Academic Press, 2011.
- (EN) Hilde Frafjord Johnson, South Sudan: The Untold Story from Independence to Civil War, prefazione di Desmond Tutu, Londra, I.B. Tauris, 9 maggio 2018.